# Dreamscape – Höllische Träume
Dreamscape ist ein US-amerikanischer Science-Fiction-Film aus dem Jahr 1984. In Deutschland kam der Film nicht in die Kinos und wurde ab April 1986 auf VHS vertrieben.

## Handlung
Der Präsident der Vereinigten Staaten, der sich um seine Verantwortung beim Thema Abrüstung sorgt, wird von Alpträumen geplagt. Der telepathisch begabte Alex Gardner soll zu Rate gezogen werden. Er ist jedoch untergetaucht und treibt sich auf Pferderennbahnen rum, wo er von den Mitarbeitern des Präsidenten aufgegriffen und mit Jane DeVries bekannt gemacht wird, die ihn wiederum mit ihrer Traumforschung vertraut macht.
Er trifft auch auf seinen alten Mentor, Doktor Paul Novotny. Dieser erzählt ihm von seinem aktuellen Projekt, welches vom Regierungsmitarbeiter Bob Blair geleitet wird und es ermöglicht, in die Träume schlafender Menschen einzusteigen. Alex lernt Tommy kennen, dem dies bisher als einzigem gelungen ist.
Alex selbst testet seine Fähigkeiten erstmals in einem Traum eines Bauarbeiters aus. Ferner hilft er auf diese Weise einem Jungen über seine Alpträume hinweg sowie einem Ehepaar bei seinen Beziehungsproblemen. Kurz darauf gelingt es ihm, ohne technische Hilfsmittel in einen Traum von Jane einzusteigen, auf die er ein Auge geworfen hat.
Die nächste Patientin von Tommy jedoch, eine alte Dame, stirbt an einem Herzinfarkt. In einer Bar lernt Alex Charlie Prince kennen. Als dieser ihn über rätselhafte Machenschaften informieren will, wird er von Bob Blairs Leuten umgebracht; Alex wird unter Druck gesetzt, Novotny getötet. Bob Blair arbeitet mit Tommy zusammen, der den Präsidenten in einer Traumverbindung umbringen soll. Alex klinkt sich in den Traum des Präsidenten ein und trifft auf Tommy. Beide liefern sich einen erbitterten Kampf, bei dem Tommy zu Tode kommt.
Alex rechnet auf seine Weise mit Bob Blair ab; aus Alex und Jane wird ein Paar.

## Produktion und Veröffentlichung
Dreamscape wurde im Frühjahr 1983 unter anderem in Los Angeles und Los Alamitos gedreht. Der Filmstart wurde vom frühen Mai des Jahres 1984 auf August verschoben, damit das Produktionsunternehmen Twentieth Century-Fox Zeit für eine Werbekampagne hatte und dabei von Kate Capshaws Auftritt in Indiana Jones und der Tempel des Todes profitieren konnte, welcher am 23. Mai in die Kinos kommen sollte. Die amerikanische Filmkritikerin Janet Maslin bemängelte in diesem Zusammenhang die unpassenden Werbungen zu Dreamscape, die sehr an Indiana Jones angelehnt waren, obwohl die beiden Filme praktisch nichts miteinander gemeinsam hätten.

## Kritik
Janet Maslin schrieb in der New York Times, Dreamscape sei ein unterhaltsam unausgereifter Film, und wenn er weniger an den Haaren herbeigezogen wäre, würde er weniger Spaß machen. Jedoch strahle er zu wenig Glanz und Selbstvertrauen aus, um das Publikum mitreißen zu können. Im Lexikon des internationalen Films wird Dreamscape beschrieben als eine „Mischung aus Science Fiction, Endzeit-Vision und Polit-Thriller, die durch ihr Spiel mit Traum und Wirklichkeit besticht, deren Unterhaltungswert aber durch einige Schockeffekte beeinträchtigt wird.“

## Auszeichnungen
- 1985 gab es eine Nominierung für den Saturn Award in der Kategorie Bester Horrorfilm.
- Im selben Jahr wurde der Regisseur Joseph Ruben Avoriaz Fantastic Film Festival für den Grand Prize nominiert.
- Ebenfalls 1985 gewann Joseph Ruben für Dreamscape einen Goldenen Raben auf dem Brussels International Fantastic Film Festival.